# 茨城女子短期大学
茨城女子短期大学（日语：／ Ibaraki Joshi Tanki Daigaku *），简称茨女，是一所位于日本茨城县那珂市的私立短期大学。

## 概要

### 简介
- 学校最早可以追溯到1907年即缝纫塾的创立、短期大学为于1967年开办[1]。由学校法人大成学园经营、以「诚实·协和·勤勉」为建学精神[2]。

### 历史
- 1967年 茨城女子短期大学成立。并同时设置两个学科、以下列举。
  - 文科
    - 日文专攻
    - 英文专攻

  - 保育科
- 1988年 学科变更为、以下列举。
  - 文科→文学科
    - 日文专攻→日本语日本文学专攻
    - 英文专攻→英语英文学专攻
- 1990年 福利专攻成立于专科。
- 2002年 文学科日本语日本文学专攻改编为日文科。
- 2011年 日文科改编为语言的艺术学科[注 1]。

### 宪章
- 请参看茨城女子短期大学的标志 （页面存档备份，存于） （日語） 2015年1月7日阅览。

## 学校环境
- 校区：在茨城县那珂市

## 历任校长
- 额贺修：第一代短期大学校长[1]
- 小野孝尚：现在短期大学校长[2]。

## 组织

### 学科
- 语言的艺术学科[注 1]
- 保育科

### 前学科
| - 文学科 - 日本语日本文学专攻 - 英语英国文学专攻 |

### 专科
| - 护理福利专攻 |

### 业余课程
| - 没有 |

### 附属机关
| - 图书馆。 |

## 相关链接
- 日本短期大学列表